# Frederik Willem Knip
Frederik Willem Knip (Den Bosch, januari 1788 - aldaar, 23 juni 1821) was een Nederlands kunstschilder en behangschilder uit de schildersfamilie Knip. Hij maakte gouaches van landschappen en behang.

## Levensloop
Frederik Willem Knip werd geboren in januari 1788 in Den Bosch. Op 3 februari 1788 werd hij aldaar gedoopt. Hij was de zoon van kunstschilder Nicolaas Frederik Knip en diens vrouw Anna Elisabeth Drexler. Zijn moeder overleed kort na zijn geboorte op het kraambed.
Knip kwam uit een artistieke familie, zijn broers Josephus Augustus Knip en Mattheus Derk Knip en zijn zus Henriëtta Geertrui Knip waren tevens kunstschilder. Daarnaast is hij de oom van de kunstschilders Augustus Knip, Henriëtte Ronner-Knip en Henri Knip.
Knip kreeg net als zijn broers en zus zijn schildersopleiding van zijn vader. In tegenstelling tot zijn broers en zus was de opleiding van Frederik Willem Knip weinig uitgebreid aangezien zijn vader in 1795 blind was geworden. Hij schilderde hoofdzakelijk landschappen. Zijn werken signeerde hij met de initialen 'F.K.'. Vanaf 1803 verbleef Knip in Parijs bij zijn broer Josephus Augustus. De twee broers volgden hier schilderlessen en werkten samen aan landschapsschilderijen. In 1808 keerde hij terug naar Nederland en ging in Den Bosch wonen.
Op 11 juni 1810 huwde hij in Den Bosch met Maria Johanna Agterdenbosch. Knip heeft daarna een korte tijd in Tilburg gewoond. Zijn zwager Joseph Agterdenbosch, schildersleerling, woonde in bij Knip en zijn vrouw. In 1811 werd hun zoon Frederic Willem Josephus geboren in Den Bosch. Daarna verhuisde het gezin naar Geffen. Het echtpaar kreeg nog vier kinderen die allen in Geffen werden geboren. Vanaf 1820 was het gezin opnieuw woonachtig in Den Bosch. Knip overleed aldaar op 23 juni 1821 op 33-jarige leeftijd.

## Werken
Er zijn slechts enkele werken van Frederik Willem Knip, of werken die aan hem zijn toegeschreven, bewaard gebleven. Deze vertonen sterke overeenkomsten met de werken van de andere leden van de familie Knip. Daarnaast werkte hij samen met zijn broer Josephus Augustus aan enkele schilderijen.
Door het geringe aantal bekende werken, is de werkelijke omvang van zijn oeuvre onduidelijk. Gedacht wordt dat dit verklaard kan worden doordat Knip zich, net als zijn vader, meer bezig hield met het ontwerpen en decoreren van behang.

## Tentoonstellingen
In april 1988 werd het werk van drie generaties Knip, in totaal acht leden van de familie, tentoongesteld in het Noordbrabants museum in Den Bosch.

## Beperkte stamboom familie Knip
|                        |                        |                        |                        |                        |                        |  |  |                       |                       | Nicolaas Frederik Knip | Nicolaas Frederik Knip | Nicolaas Frederik Knip | Nicolaas Frederik Knip | Nicolaas Frederik Knip | Nicolaas Frederik Knip |              |              | Anna Elisabeth Drexler | Anna Elisabeth Drexler | Anna Elisabeth Drexler | Anna Elisabeth Drexler | Anna Elisabeth Drexler | Anna Elisabeth Drexler |                    |                    |             |             |                 |                 |                 |                 |                 |                 |  |  |                         |                         |                         |                         |                         |                         |  |  |  |  |  |  |                      |                      |                      |                      |                      |                      |
|                        |                        |                        |                        |                        |                        |  |  |                       |                       | Nicolaas Frederik Knip | Nicolaas Frederik Knip | Nicolaas Frederik Knip | Nicolaas Frederik Knip | Nicolaas Frederik Knip | Nicolaas Frederik Knip |              |              | Anna Elisabeth Drexler | Anna Elisabeth Drexler | Anna Elisabeth Drexler | Anna Elisabeth Drexler | Anna Elisabeth Drexler | Anna Elisabeth Drexler |                    |                    |             |             |                 |                 |                 |                 |                 |                 |  |  |                         |                         |                         |                         |                         |                         |  |  |  |  |  |  |                      |                      |                      |                      |                      |                      |
|                        |                        |                        |                        |                        |                        |  |  |                       |                       |                        |                        |                        |                        |                        |                        |              |              |                        |                        |                        |                        |                        |                        |                    |                    |             |             |                 |                 |                 |                 |                 |                 |  |  |                         |                         |                         |                         |                         |                         |  |  |  |  |  |  |                      |                      |                      |                      |                      |                      |
|                        |                        |                        |                        |                        |                        |  |  |                       |                       |                        |                        |                        |                        |                        |                        |              |              |                        |                        |                        |                        |                        |                        |                    |                    |             |             |                 |                 |                 |                 |                 |                 |  |  |                         |                         |                         |                         |                         |                         |  |  |  |  |  |  |                      |                      |                      |                      |                      |                      |
| Josephus Augustus Knip | Josephus Augustus Knip | Josephus Augustus Knip | Josephus Augustus Knip | Josephus Augustus Knip | Josephus Augustus Knip |  |  | Cornelia van Leeuwen  | Cornelia van Leeuwen  | Cornelia van Leeuwen   | Cornelia van Leeuwen   | Cornelia van Leeuwen   | Cornelia van Leeuwen   |                        |                        |              |              |                        |                        | Mattheus Derk Knip     | Mattheus Derk Knip     | Mattheus Derk Knip     | Mattheus Derk Knip     | Mattheus Derk Knip | Mattheus Derk Knip |             |             | Elisabeth Ubens | Elisabeth Ubens | Elisabeth Ubens | Elisabeth Ubens | Elisabeth Ubens | Elisabeth Ubens |  |  | Henriëtta Geertrui Knip | Henriëtta Geertrui Knip | Henriëtta Geertrui Knip | Henriëtta Geertrui Knip | Henriëtta Geertrui Knip | Henriëtta Geertrui Knip |  |  |  |  |  |  | Frederik Willem Knip | Frederik Willem Knip | Frederik Willem Knip | Frederik Willem Knip | Frederik Willem Knip | Frederik Willem Knip |
| Josephus Augustus Knip | Josephus Augustus Knip | Josephus Augustus Knip | Josephus Augustus Knip | Josephus Augustus Knip | Josephus Augustus Knip |  |  | Cornelia van Leeuwen  | Cornelia van Leeuwen  | Cornelia van Leeuwen   | Cornelia van Leeuwen   | Cornelia van Leeuwen   | Cornelia van Leeuwen   |                        |                        |              |              |                        |                        | Mattheus Derk Knip     | Mattheus Derk Knip     | Mattheus Derk Knip     | Mattheus Derk Knip     | Mattheus Derk Knip | Mattheus Derk Knip |             |             | Elisabeth Ubens | Elisabeth Ubens | Elisabeth Ubens | Elisabeth Ubens | Elisabeth Ubens | Elisabeth Ubens |  |  | Henriëtta Geertrui Knip | Henriëtta Geertrui Knip | Henriëtta Geertrui Knip | Henriëtta Geertrui Knip | Henriëtta Geertrui Knip | Henriëtta Geertrui Knip |  |  |  |  |  |  | Frederik Willem Knip | Frederik Willem Knip | Frederik Willem Knip | Frederik Willem Knip | Frederik Willem Knip | Frederik Willem Knip |
|                        |                        |                        |                        |                        |                        |  |  |                       |                       |                        |                        |                        |                        |                        |                        |              |              |                        |                        |                        |                        |                        |                        |                    |                    |             |             |                 |                 |                 |                 |                 |                 |  |  |                         |                         |                         |                         |                         |                         |  |  |  |  |  |  |                      |                      |                      |                      |                      |                      |
|                        |                        |                        |                        |                        |                        |  |  |                       |                       |                        |                        |                        |                        |                        |                        |              |              |                        |                        |                        |                        |                        |                        |                    |                    |             |             |                 |                 |                 |                 |                 |                 |  |  |                         |                         |                         |                         |                         |                         |  |  |  |  |  |  |                      |                      |                      |                      |                      |                      |
| Augustus Knip          | Augustus Knip          | Augustus Knip          | Augustus Knip          | Augustus Knip          | Augustus Knip          |  |  | Henriëtte Ronner-Knip | Henriëtte Ronner-Knip | Henriëtte Ronner-Knip  | Henriëtte Ronner-Knip  | Henriëtte Ronner-Knip  | Henriëtte Ronner-Knip  |                        |                        | Feico Ronner | Feico Ronner | Feico Ronner           | Feico Ronner           | Feico Ronner           | Feico Ronner           |                        |                        | Henri Knip         | Henri Knip         | Henri Knip  | Henri Knip  | Henri Knip      | Henri Knip      |                 |                 |                 |                 |  |  |                         |                         |                         |                         |                         |                         |  |  |  |  |  |  |                      |                      |                      |                      |                      |                      |
| Augustus Knip          | Augustus Knip          | Augustus Knip          | Augustus Knip          | Augustus Knip          | Augustus Knip          |  |  | Henriëtte Ronner-Knip | Henriëtte Ronner-Knip | Henriëtte Ronner-Knip  | Henriëtte Ronner-Knip  | Henriëtte Ronner-Knip  | Henriëtte Ronner-Knip  |                        |                        | Feico Ronner | Feico Ronner | Feico Ronner           | Feico Ronner           | Feico Ronner           | Feico Ronner           |                        |                        | Henri Knip         | Henri Knip         | Henri Knip  | Henri Knip  | Henri Knip      | Henri Knip      |                 |                 |                 |                 |  |  |                         |                         |                         |                         |                         |                         |  |  |  |  |  |  |                      |                      |                      |                      |                      |                      |
|                        |                        |                        |                        |                        |                        |  |  |                       |                       |                        |                        |                        |                        |                        |                        |              |              |                        |                        |                        |                        |                        |                        |                    |                    |             |             |                 |                 |                 |                 |                 |                 |  |  |                         |                         |                         |                         |                         |                         |  |  |  |  |  |  |                      |                      |                      |                      |                      |                      |
|                        |                        |                        |                        |                        |                        |  |  |                       |                       |                        |                        |                        |                        |                        |                        |              |              |                        |                        |                        |                        |                        |                        |                    |                    |             |             |                 |                 |                 |                 |                 |                 |  |  |                         |                         |                         |                         |                         |                         |  |  |  |  |  |  |                      |                      |                      |                      |                      |                      |
|                        |                        |                        |                        |                        |                        |  |  | Alfred Ronner         | Alfred Ronner         | Alfred Ronner          | Alfred Ronner          | Alfred Ronner          | Alfred Ronner          |                        |                        | Alice Ronner | Alice Ronner | Alice Ronner           | Alice Ronner           | Alice Ronner           | Alice Ronner           |                        |                        | Emma Ronner        | Emma Ronner        | Emma Ronner | Emma Ronner | Emma Ronner     | Emma Ronner     |                 |                 |                 |                 |  |  |                         |                         |                         |                         |                         |                         |  |  |  |  |  |  |                      |                      |                      |                      |                      |                      |